# Didn't I
Didn't I is een nummer van de Amerikaanse band OneRepublic uit 2020. Het is de derde single van hun vijfde studioalbum Human.
Het nummer werd een klein hitje in België, Oostenrijk, Zwitserland, Tsjechië, en Hongarije. In Vlaanderen haalde het de 19e positie in de Tipparade. Hoewel het in Nederland en Duitsland geen hitlijsten bereikte, werd het daar wel een radiohit.